# 梅菲爾德 (喬治亞州)
梅菲爾德（英語：Mayfield）是位於美國喬治亞州漢考克縣的一個非建制地區。該地的面積和人口皆未知。

## 地理
梅菲爾德的座標為33°21′19″N 82°48′03″W / 33.35528°N 82.80083°W，而該地的平均海拔高度為123米（即404英尺）。